# التعلم والإختلافات الفردية
التعلم والاختلافات الفردية، (ISSN 1041-6080 ) هي مجلة أكاديمية فصلية تخضع لمراجعة الأقران تنشرها إلزيفير وتتناول الفروق الفردية في سياق تعليمي. تأسست عام 1989 ورئيس التحرير بول سيرينو ( جامعة هيوستن ). وفقًا لتقارير الإستشهاد بالمجلات الأكاديمية ، فإن عامل التأثير للمجلة لعام 2017 يبلغ 1.420. 

## روابط خارجية
- الموقع الرسمي